# Onthophagus argyropygus
Onthophagus argyropygus là một loài bọ cánh cứng trong họ Bọ hung (Scarabaeidae).